# Ba Axupja
Ba Axupja är en ort i Mexiko.   Den ligger i kommunen Chilón och delstaten Chiapas, i den sydöstra delen av landet, 800 km öster om huvudstaden Mexico City. Ba Axupja ligger 627 meter över havet och antalet invånare är 173.
Terrängen runt Ba Axupja är huvudsakligen kuperad, men österut är den bergig. Runt Ba Axupja är det ganska tätbefolkat, med 54 invånare per kvadratkilometer. Närmaste större samhälle är San Juan Tulija, 4,3 km nordost om Ba Axupja. I omgivningarna runt Ba Axupja växer i huvudsak städsegrön lövskog.